# Гребени (Смоленская область)
 Гребени — деревня в Смоленской области России, в Краснинском районе. Входит в состав Малеевского сельского поселения. С 2004 по 2017 год — административный центр Нейковского сельского поселения.
Расположена в западной части области в 12 км к западу от Красного на берегах реки Еленка, в 8 км восточнее границы с Беларусью.
Население — 80 жителей (2007 год).
В селе находится дом культуры, средняя школа, медпункт, сельхозпредприятие «Луч».